# Chiesa di San Giovanni Battista (Cineto Romano)
La chiesa di San Giovanni Battista è la parrocchiale di Cineto Romano, in città metropolitana di Roma Capitale e diocesi di Tivoli; fa parte della quarta vicaria.

## Storia
Il primo luogo di culto di Cineto, che si componeva di una sola navata, venne costruito nel 1280 grazie al contributo dei fedeli contestualmente alla formazione del paese.
Questa cappella fu demolita nel 1641 per ordine del vescovo Giulio Roma e quindi sostituita da una nuova chiesa di maggiori dimensioni, ultimata nel 1650.
In occasione dell'evento sismico del 13 gennaio 1915 la torre campanaria riportò vari e gravi danni, tanto che dovete essere demolita e poi, nel 1934, ricostruita.
Nel 1985, in ossequio alle norme postconciliari, la chiesa venne dotata dell'ambone e dell'altare rivolto verso l'assemblea.

## Descrizione

### Esterno
La facciata a salienti della chiesa, rivolta a oriente, si compone di tre corpi: quello centrale, suddiviso in due registri da una cornice marcapiano, è scandito da quattro lesene sorreggenti il timpano triangolare e presenta il portale d'ingresso architravato e una finestra, mentre le due ali laterali sono caratterizzate da una finestra a tutto sesto ciascuna.
Annesso alla parrocchiale è il campanile a base quadrata, la cui cella presenta su ogni lato una monofora a tutto sesto e coperta dal tetto a quattro falde.

### Interno
L'interno dell'edificio è suddiviso in tre navate da pilastri sorreggenti degli archi a tutto sesto, sopra i quali corre la cornice modanata e aggettante su cui si impostano le volte e vela; al termine dell'aula si sviluppa il presbiterio, rialzato di alcuni gradini, ospitante l'altare maggiore e chiuso dall'abside di forma quadrangolare.
Qui sono conservate diverse opere di pregio, tra le quali la pala con soggetto San Giovanni Battista nel deserto, eseguita dall'orviniese Vincenzo Manenti nel Seicento, e la tela raffigurante la Madonna in trono con bambino e santi, risalente al XVII-XVIII secolo.